# インフィニティ (マライア・キャリーの曲)
「インフィニティ」 (Infinity)は、マライア・キャリーの楽曲で、2015年4月27日にエピック・レコードからシングルとして発売された。

## 解説
ベスト・アルバム『＃1 インフィニティ』に収録された新曲で、アルバムからの唯一のシングルとしてもリリースされた。ミュージック・ビデオはブレット・ラトナーが監督を務め、タイソン・ベックフォードとジャシー・スモレットが出演している。
ビルボード・ミュージック・アワード2015では「ヴィジョン・オブ・ラヴ」とのメドレーで披露された。

## チャート
| チャート (2015)                      | 最高位 |
| ------------------------------------ | ------ |
| フランス (SNEP)                      | 85     |
| 香港 (Metro Radio)                   | 2      |
| ハンガリー (Single Top 40)           | 25     |
| 日本 (Japan Hot 100)                 | 43     |
| 韓国 (Gaon)                          | 12     |
| スペイン (PROMUSICAE)                | 18     |
| スウェーデン (DigiListan)            | 52     |
| イギリス (OCC)                       | 154    |
| UK R&B (OCC)                         | 27     |
| US Billboard Hot 100                 | 82     |
| US Hot R&B/Hip-Hop Songs (Billboard) | 28     |